# Барцин (гміна)
Гміна Барцин (пол. Gmina Barcin) — місько-сільська гміна у північній Польщі. Належить до Жнінського повіту Куявсько-Поморського воєводства.
Станом на 31 грудня 2011 у гміні проживало 15043 особи.

## Площа
Згідно з даними за 2007 рік площа гміни становила 121.08 км², у тому числі:
- орні землі: 76.00%
- ліси: 8.00%

Таким чином, площа гміни становить 12.30% площі повіту.

## Населення
Станом на 31 грудня 2011:
| Опис     | Загалом | Загалом | Чоловіки | Чоловіки | Жінки | Жінки |
| -------- | ------- | ------- | -------- | -------- | ----- | ----- |
| одиниця  | осіб    | %       | осіб     | %        | осіб  | %     |
| все      | 15043   | 100     | 7458     | 49.58    | 7585  | 50.42 |
| міське   | 7860    | 100     | 3843     | 48.89    | 4017  | 51.11 |
| сільське | 7183    | 100     | 3615     | 50.33    | 3568  | 49.67 |

## Сусідні гміни
Гміна Барцин межує з такими гмінами: Домброва, Лабішин, Пакошць, Злотники-Куявські, Жнін.